# Jüdischer Friedhof (Kleinsteinach)

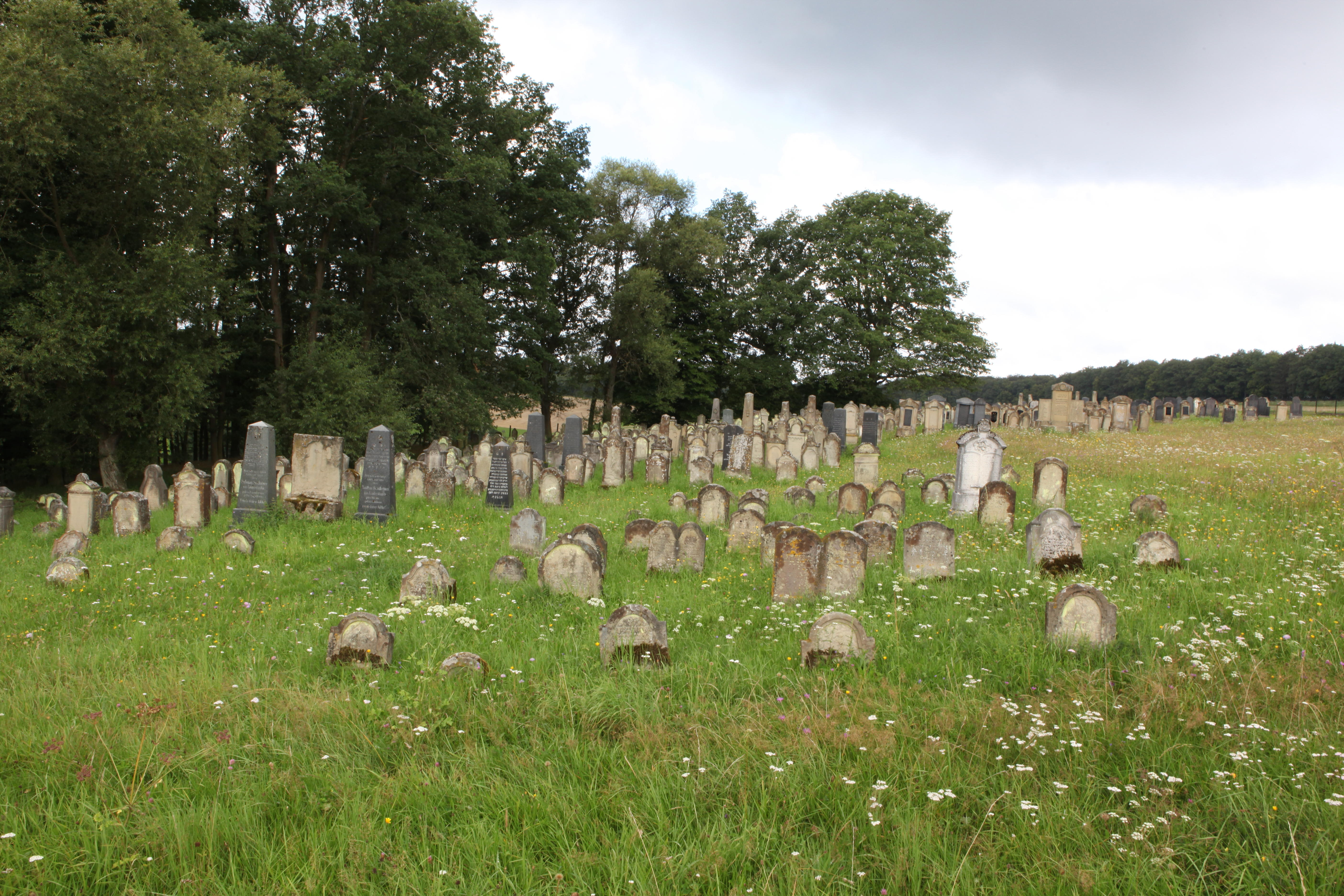
Jüdischer Friedhof Kleinsteinach

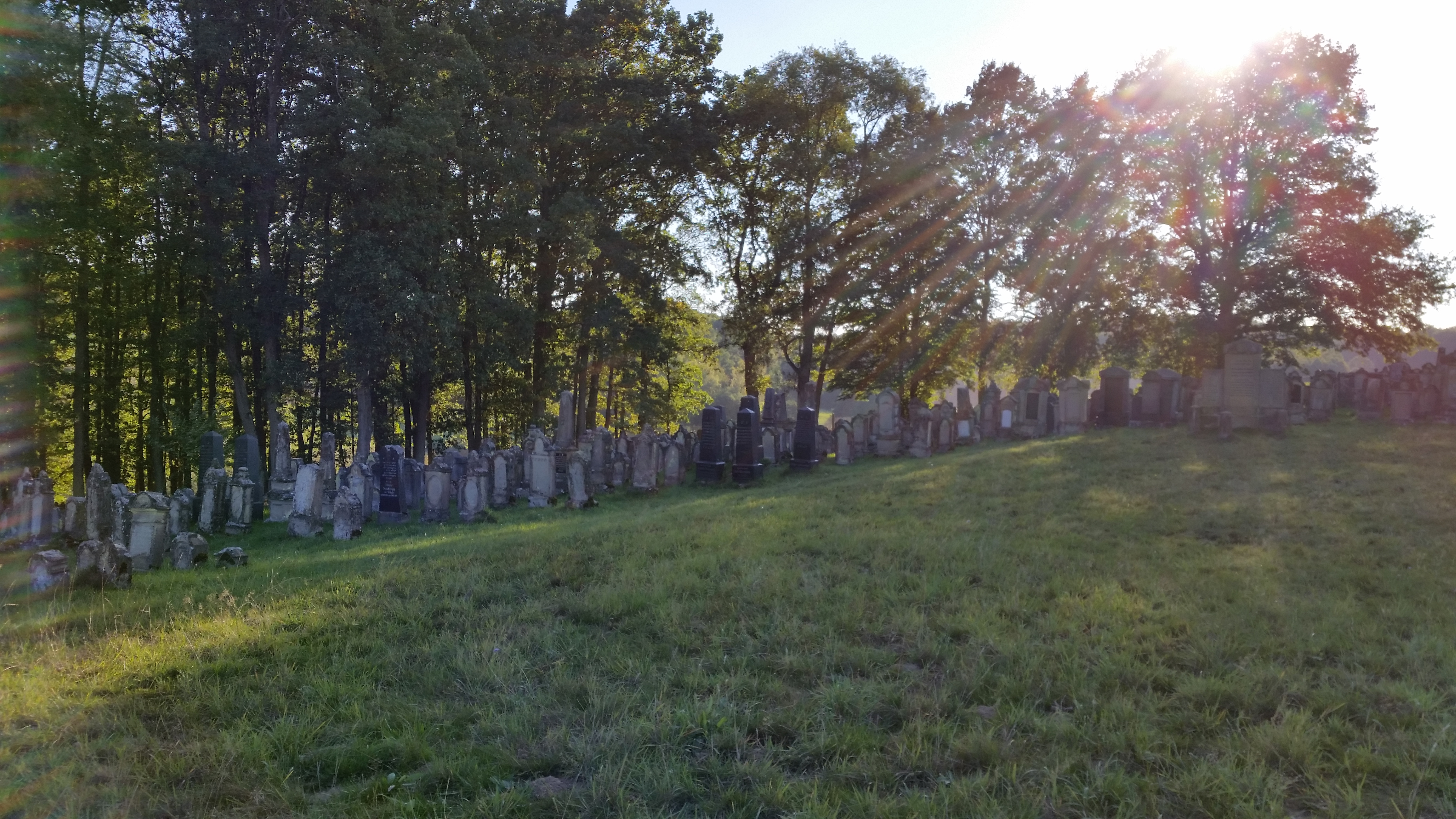
Jüdischer Friedhof Kleinsteinach im Sonnenuntergang

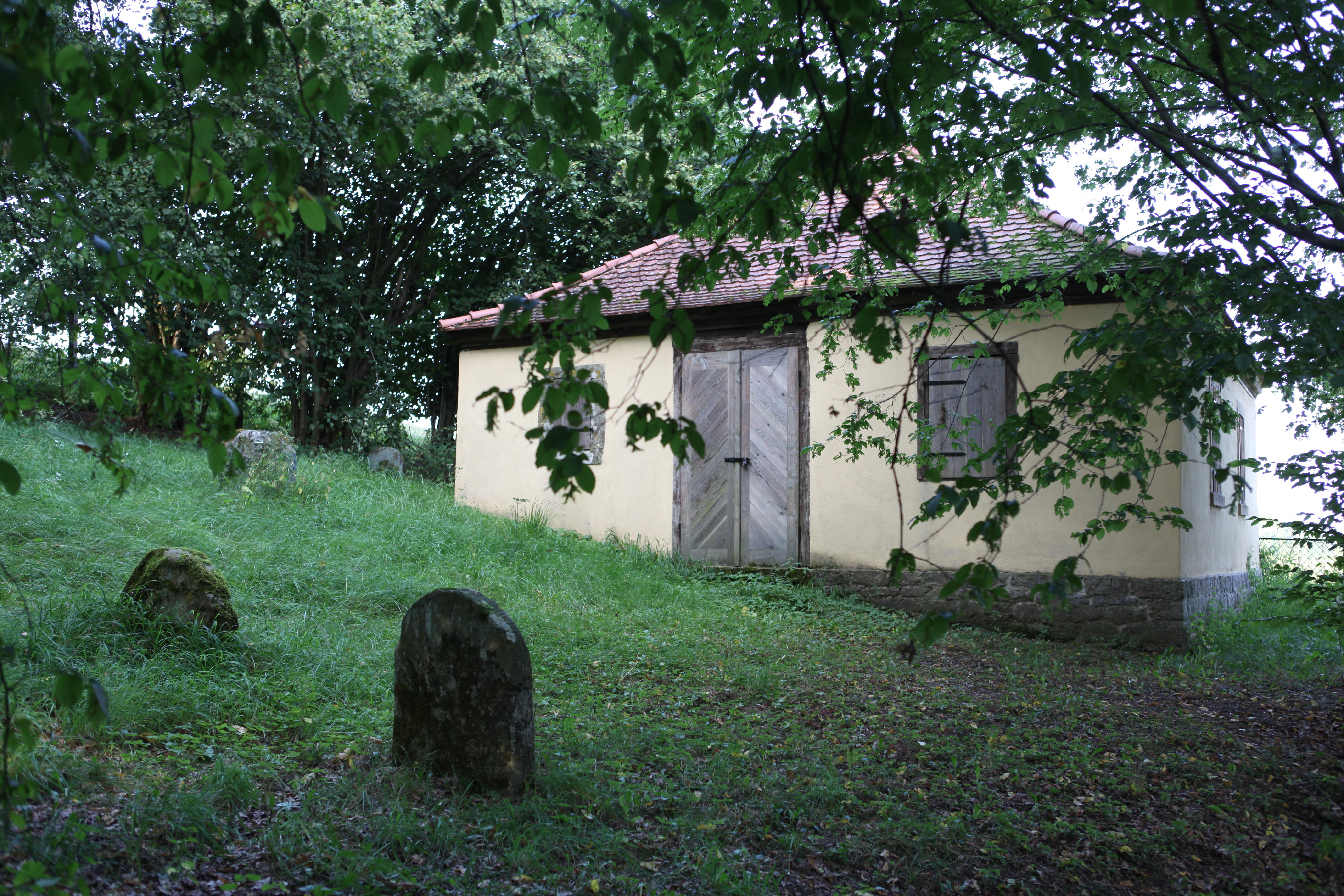
Taharahaus

Der Jüdische Friedhof Kleinsteinach im unterfränkischen Kleinsteinach, einem Ortsteil in der Gemeinde Riedbach im Landkreis Haßberge (Bayern), liegt eineinhalb Kilometer südwestlich von Kleinsteinach nahe der B 303 und umfasst 122 Ar. Auf dem Friedhof sind ca. 1100 Grabsteine erhalten, davon 710 auf dem neuen Teil.

## Geschichte

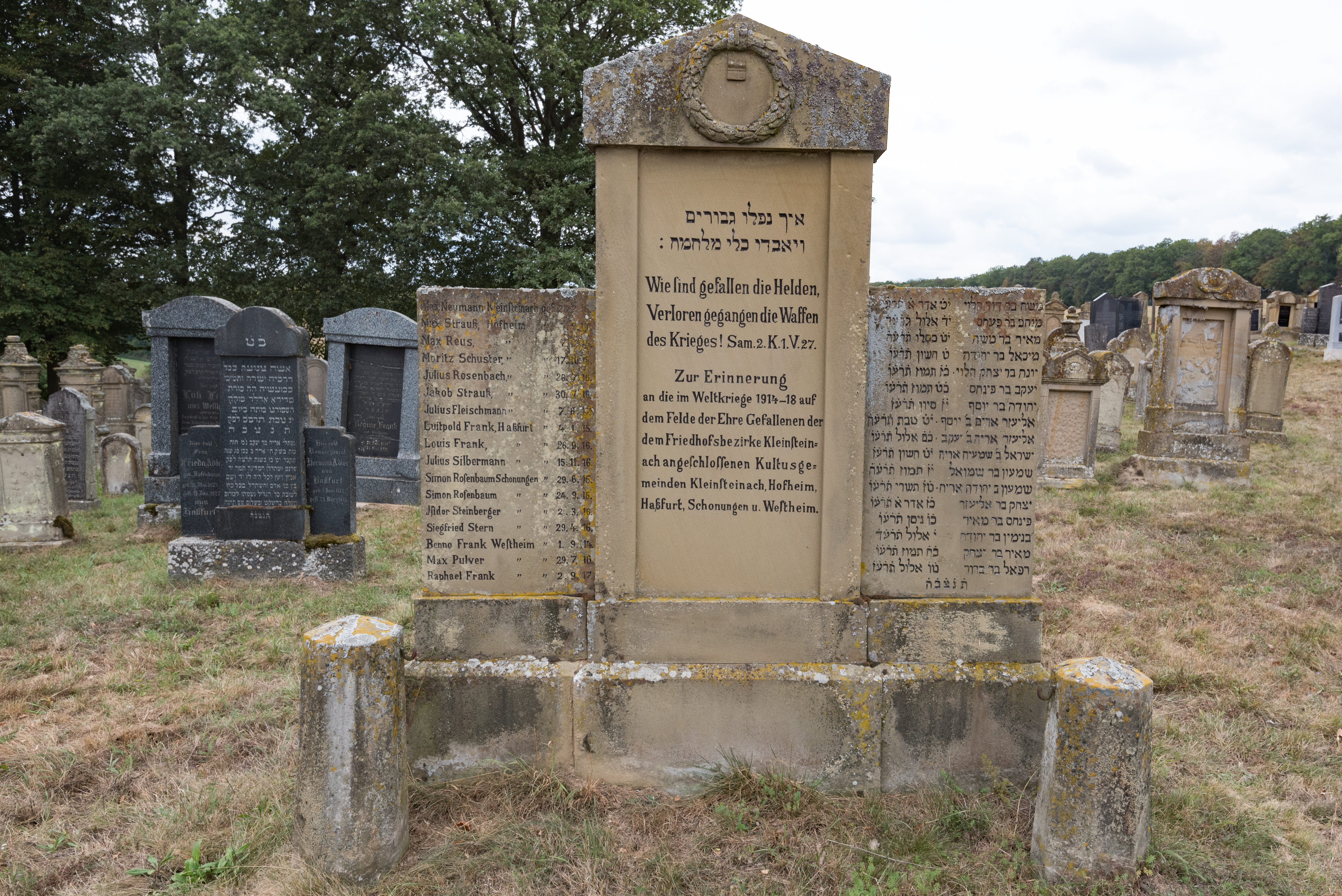
Kriegerdenkmal 1914–18 auf dem jüdischen Friedhof (2019)

Die Anlage des Friedhofs datiert auf das Jahr 1453. Der älteste identifizierbare Grabstein des Friedhofs ist von 1596. Der Friedhof wurde Verbandsfriedhof, u. a. für die jüdischen Gemeinden Aidhausen, Haßfurt, Gnetzgau, Schonungen, Schweinshaupten und Westheim. Unter den auf dem Friedhof bestatteten Verstorbenen befinden sich viele Rabbiner.
Im Jahr 1894 kam es zu einer ersten Schändung des Friedhofs.
Im September 1925 wurde auf dem Friedhof ein Kriegerdenkmal für die jüdischen Gefallenen des Ersten Weltkrieges errichtet. Bei der Einweihung sprach sich der zweite Bürgermeister des Ortes für ein friedliches Zusammenleben von Juden und Christen aus.
Mit der Bestattung von Daniel Mahler fand am 18. Januar 1942 die letzte Beisetzung auf dem jüdischen Friedhof von Kleinsteinach statt.